# Belonepterygion
Belonepterygion is een monotypisch geslacht van straalvinnige vissen uit de familie van rifwachters of rondkoppen (Plesiopidae).

## Soort
- Belonepterygion fasciolatum (Ogilby, 1889)